# С-300ВМ
С-300ВМ «Анте́й-2500» (индекс ГРАУ — 9К81М, по классификации МО США и НАТО — SA-23 Gladiator) — российская система ПВО. Предназначена для поражения современных и перспективных самолётов тактической и стратегической авиации (в том числе выполненных с применением стелс-технологии), с возможностью борьбы с баллистическими ракетами малой и средней дальности (до 2 500 км), оперативно-тактических и тактических ракет, аэробаллистических и крылатых ракет, а также самолётов радиолокационного дозора и наведения, разведывательно-ударных комплексов и барражирующих постановщиков помех в сложной боевой ситуации при многочисленных воздушных угрозах.
Два дивизиона поставлены в Венесуэлу в 2013 году. До конца 2016 года полк систем ПВО «Антей-2500» будет поставлен в Египет.

## Свойства
- Высокая степень автоматизации и использование высокопроизводительных ЭВМ
- РЛС с фазированной антенной решёткой
- Усовершенствованные методы обработки информации с РЛС
- Высокая защищённость от мер радиоэлектронной борьбы (РЭБ)
- Высокая готовность к автономным действиям
- Высокая подвижность
- Значительная боевая мощь, независимая от тактики воздушной атаки
- Вертикальный запуск ракет из транспортного пускового контейнера
- Периодичность обслуживания ракет — не менее 10 лет
- Возможность поражать баллистические ракеты, летящие со скоростью до 4500 м/с
- В отличие от прототипа ЗРС С-300ВМ, «Антей-2500» способна с более высокой эффективностью решать задачи нестратегической противоракетной обороны и перехватывать БР с дальностью пуска до 2500 км, а также поражать аэродинамические цели на дальности до 200 (250) км. За счёт использования новых технологий и элементной базы были значительно повышены возможности радиолокационных и огневых средств ЗРС, средств автоматизированного управления процессом боевой работы, а также общая помехоустойчивость всей системы.

## Состав
В состав ЗРК С-300В (С-300ВМ) входят:
- Командный пункт 9С457 (9С457М)
- РЛС кругового обзора «Обзор-3» 9C15М (9С15М2)
- РЛС секторного обзора «Имбирь» 9С19М2
- Многоканальная станция наведения ракет 9С32 (9С32М)
- Пусковые установки:
  - 9А83 (9А83М) — с четырьмя ЗУР 9М83 (9М83М)
  - 9А82 (9А82М) — с двумя ЗУР 9М82 (9М82М).
- Пускозаряжающие установки:
  - 9А85 (9А85М)
  - 9А84 (9А84М)
- Технические средства:
  - средства ракетно-технического обеспечения (PTO) — АКИПС 9В91, комплект такелажного оборудования 9Т325, транспортные машины.
  - средства технического обслуживания и ремонта (ТО и Р) — машины технического обслуживания (9В868-1, 1Р15, 9В879-1), машины ремонта и технического обслуживания (9В898-1, 1Р16), групповой ЗИП 9Т447-1;
  - учебно-тренировочные средства (УТС) — тренировочное устройство 9Ф88 для тренировки расчета МСНР 9С32, габаритно-весовые макеты ЗУР, учебно-действующая ЗУР.

Ракета 9М82М предназначена для уничтожения тактических ракет среднего радиуса действия на театре военных действий, так же, как и аэродинамических целей на дальности до 200 км. Ракета управляется на протяжении всей траектории полёта. Ракета 9М83М предназначена для борьбы с тактическими ракетами на театре военных действий, так же, как и с аэродинамическими целями на коротких и средних дистанциях. Система «Антей-2500» устанавливается на гусеничные шасси с установленными электрогенераторами и навигационными системами.

## Основные характеристики
- Дальность поражения (для С-300ВМ):
  - Аэродинамические цели: 200 (250)[4] км
  - Баллистические цели до 40 км
- Высота поражения:
  - Аэродинамические цели: 25 м — 30 км
  - Баллистические цели: 1-30 км
- Максимальная скорость баллистической цели: 4500 м/с
- Максимальное ускорение манёвра цели (при поражении ракетой 9М82М): 30 g[5]
- Минимальная эффективная отражающая поверхность цели: 0,02 м², для С-300В 0,05 м².
- Максимальная дальность запуска баллистической ракеты для захвата: 2500 км
- Число одновременно сопровождаемых целей:
  - Аэродинамические цели: 24
  - Баллистические цели до 16
- Скорострельность (с одной пусковой установки/с различных ПУ): 1,5/0 с
- Количество ракет, одновременно наводимых на 1 цель: до 4
- Время развёртывания: 5 минут
- Время на подготовку ракеты к пуску: 7,5 с
- Вероятность поражения цели при применении одной ЗУР (для С-300В)[6]
  - БР типа «Lance» одной ЗУР 9М83: 0,5-0,65
  - самолёт одной ЗУР 9М83: 0,7-0,9
  - головной части ракеты «Pershing» одной ЗУР 9М82: 0,4-0,6
  - ракеты SRAM одной ЗУР 9М82: 0,5-0,7

## Боевое применение
Российская сторона использовала C-300В1 и С-300ВМ для ударов по наземным целям в ходе нападения на Украину, отмечается использование С-300 и С-300В в основном для неизбирательного обстрела городов, в том числе обстрелов Харькова , Запорожья и Николаева.